# Janaynna Targino
Janaynna Targino (Campo Grande, 25 de maio de 1985) é uma cantora de música sertaneja do Brasil.

## Carreira
Sua trajetória teve início muito cedo, mas o destaque nacional como revelação da música sertaneja foi em 2009, quando gravou a música “Sacanagem tua”.
Aos 09 anos, despertou o interesse pela música, contando com o apoio de seu pai, maior incentivador. Ela, como outras mulheres, sentiu dificuldade de entrar em um mercado bem mais voltado aos artistas homens, mas não desistiu, sozinha encarou os palcos. 
Aos 14 anos, Janaynna se apresentava em bares e boates da cidade, mostrando que a música corria em suas veias. Com as casas cheias sentiu a necessidade de profissionalizar o seu trabalho. Assim nasceu o CD intitulado “Hora do Rodeio”, conquistando suas primeiras apresentações em festas de agropecuária e rodeios da região. 
O segundo CD foi gravado em parceria com o irmão, Cléber Jr & Janaynna, a dupla durou cerca de dois anos e de lá pra cá, outros 4 trabalhos já foram gravados pela cantora como artista solo, entre eles em 2009 o CD/DVD “Se Liga ao Vivo em Campo Grande”, lançado pela Sony Music e produzido por Dudu Borges e Carlos Dias (ex-integrante do Grupo Tradição), projetou a cantora de Campo Grande para o Brasil. Em 2010 foi o grande divisor de águas, Janaynna contou com a participação da dupla Jorge e Mateus, amigos da cantora na música “A carne é fraca, em 2011 mais um grande sucesso gravado em parceria com a dupla Marco e Mario “Sexto sentido”. 
Em 2014,  vivendo uma fase mais madura, tranquila e experiente, ela conclui outra etapa de sua vida profissional. Janaynna “Made in Coração” é o seu segundo DVD e sétimo trabalho de sua carreira, gravado em setembro na cidade de São Paulo, lugar em que foi acolhida tão bem, com várias participações nacionais, como; Eduardo Costa na musica “Te amo e te Desejo, Cristiano Araújo na musica “O Amor Sorrindo pra Gente”, Léo Magalhães na musica “Conta pra mim”e Luiz Carlos da Banda Raça Negra na música “Estranho é pensar.

## Discografia
- Hora do Rodeio (2000)
- "Cleber jr. e Janaynna" (2002)
- "Janaynna ao Vivo" - (2003)
- Se Liga - Ao Vivo (2009)
- Perfume (2011)
- Made in Coração (2015)
- Janaynna (2017)

## Singles
- 2004: "Voce não vem"
- 2008: "Sacanagem tua"
- 2009: "Que Papo É Esse" #58
- 2010: "A Carne É Fraca" (Part. Jorge & Mateus) #58
- 2011: "Sexto Sentido" (Part. Marco & Mario)
- 2012: "Borogodó" #30
- 2015: "Te Amo e Te Desejo" (Part. Eduardo Costa) #34
- 2016: "Coração filho da mãe"